# 완창군
완창군 이시인(完昌君 李時仁, 1805년 5월 2일 ~ 1843년 3월 11일)은 조선 후기의 왕족 종실, 문신이다. 1830년(순조 30) 백부 완성군 이희의 양자가 되었다.
사후 1862년(철종 13) 아들 이하전이 왕으로 추대되었다는 오위장 이재두(李載斗)의 무고로 아들 이하전이 유배된 뒤 사사되자, 그도 아들 이하전에 연좌되어 파양되었으며, 1864년(고종 1) 8월 29일 복권되었다. 그는 헌종조와 철종조에 왕위에 물망올랐던 경원군 이하전(李夏銓)의 아버지이며, 도정궁(都正宮) 사손(嗣孫)이다. 자는 덕일(德一)이다.

## 생애
조선후기의 왕족으로 본관은 전주, 휘는 시인(時仁), 자는 덕일(德一)이다. 덕흥대원군 12대 사손(嗣孫)이며, 양부는 완성군(完城君) 이희(李爔)이며, 생부는 통덕랑(通德郞) 이옥(李𪸛)이며, 생모는 진사(進士) 경주인(慶州人) 김낙원(金樂元)의 딸로 경주 김씨(慶州 金氏)이다.
부인은 부사(府使) 남원인(南原人) 윤이현(尹彜鉉)의 딸로 남원군부인 윤씨(南原郡夫人 尹氏)와 경주인(慶州人) 김성곡(金星轂)의 딸로 경주군부인 김씨(慶州郡夫人 金氏)이다.
통덕랑 옥과 경주 김씨의 차남으로 을축(乙丑) 1805년(순조 5) 5월 2일 탄생하였다. 음직으로 1830년(순조 30) 완성군(完城君) 이희(李爔)의 질(姪, 조카)로 구전의입(口傳擬入)되어 목릉 참봉(穆陵參奉)에 제수되었다. 이해 6월 6일 임종 직전의 완성군(完城君) 이희(李爔)가 상소하여 본생(本生) 삼촌질(三寸姪) 참봉(參奉) 이시인(李時仁)을 아들로 삼아 사묘(私廟, 덕흥궁) 봉사(祀事)하길 청하여 완성군에게 출계하여 아들이 되었다. 완성군 희는 곧 사망했고 그가 도정궁을 상속하였다.
1831년(순조 31) 산송사(山訟事) 문제로 위외(衛外)의 격쟁(擊錚)하여 친형 전(前) 현감(縣監) 이시학(李時學)과 의금부(義禁府)에 나수(拿囚)되었다가 이 격쟁(擊錚)은 이해 9월 6일까지 계속되었다.
이후 군수(郡守)를 거쳐, 1837년(헌종 3) 대왕대비(大王大妃) 명으로 승습봉(承襲封)하여 소의대부(昭義大夫) 완창군(完昌君)에 봉작받고, 이해 3월 21일 중의대부(中義大夫)으로 가자되어 백관 가친수(百官加親授)하였다. 이해 5월 10일 대왕대비(大王大妃) 명으로 사옹 제조(司饔提調) 차하(差下)되어 이해 5월 12일 사옹원 제조에 단부되었다. 이해 5월 13일 선원보략(璿源譜略) 편찬 때 찬수 감인 교정관(纂修監印校正官)으로 참여한 공로로 이해 5월 15일 승헌대부(承憲大夫)로 가자(加資)되었다. 이해 6월 2일 소분 정사(掃墳呈辭)로 급유마(給由馬)와 요전상(澆奠床) 비급(備給)받았으며, 이해 8월 17일 덕온공주(德溫公主) 가례청(嘉禮廳) 주혼(主婚)으로 봉무하여 안구마(鞍具馬) 1필(一匹)를 사급(賜給)받고, 이해 9월 12일 백관 가친수(百官加親授)되어 이해 9월 13일 숭헌대부(崇憲大夫)에 가자되었다. 이해 9월 15일 문안 재신(問安宰臣)으로 청나라 사신이 있는 관소(館所)로 나아가 문안(問安)하였다.
1838년(헌종 4) 백관 가친수(百官加親授)되어 가덕대부(嘉德大夫)에 가자되고, 이해 8월 7일 남단(南壇) 추향대제(秋享大祭) 때 헌관(獻官)으로 봉무하였다. 이해 9월 13일 가토 정사(加土呈辭)로 급유마(給由馬)와 요전상(澆奠床) 비급(備給)받았다.
1839년(헌종 5) 흥인군(興寅君) 이최응(李最應)·남령위(南寧尉) 윤의선(尹宜善) 등과 백관 가친수(百官加親授)되어 의덕대부(宜德大夫)에 가자되고, 이해 2월 5일 오위도총부 도총관(五衛都摠府都摠管)에 낙점(落點)되었다. 이해 4월 17일 사옹원 제조(司饔院提調)로 역임 중 패초(牌招)하여 추이감봉(推移監捧) 되었다가 이해 5월 8일 서용(敍用)되고 구전부직(口傳付職)되어 다시 완창군(完昌君)에 단부되었다. 이해 5월 25일 흥완군(興完君) 이정응(李晸應)과 사옹 제조(司饔提調)에 단부되었다.
1840년(헌종 6) 진위 겸 진향사(陳慰謙進香使)로 부사(副使) 윤명규(尹命圭)와 서장관(書狀官) 한계원(韓啓源)을 대동하여 청나라에 다녀왔다. 흥록대부(興祿大夫)에 가자되고, 계묘(癸卯) 1843년(헌종 9) 3월 11일 향년 39세로 별세하여 양주 수락산 국내 자좌(子坐)로 예장하였다.

### 사후
사후 아들 이하전의 옥에 연좌되어 사판이 훼철되었다.
1862년(철종 13) 아들 이하전이 왕으로 추대받아 모반했다고 오위장 이재두(李載斗)의 무고로 제주도에 아들 이하전은 유배되고, 이해 윤8월 5일 아들 죄에 연좌되어 종친부(宗親府) 상소로 덕흥대원군(德興大院君)의 사손(祀孫)인 완성군(完城君) 이희(李爔)의 계자(繼子) 이시인을 파기시켜 본종(本宗)으로 되돌려 보내고, 밀산군(密山君) 이찬(李澯)의 9대손인 유학(幼學) 이익주(李益周, 후에 李載益)를 완성군 이희의 후손(後孫)으로 계승케 하였다.
1864년(고종 1) 8월 29일 종친부에서 덕흥대원군의 뒤를 잇는 문제를 아뢰자 전교하길 “완창군이 덕흥대원군의 종손(宗孫)으로서 그 자신이 죽은 지도 이미 오래된 후에 자기의 아들에게 연루되어 신주(神主)가 사당에서 내쳐졌으니, 본디 지극히 불행한 일이다. 아들이 이미 죄를 벗었음에도 불구하고 아버지만 그대로 내쳐져 있다면 저승에서라도 억울해서 울부짖지 않을 수 있겠는가? 완창군의 사판(祀版)을 도로 사당에 봉안하고, 이익주(李益周, 이재익)는 완성군(完城君)의 둘째 아들로 순서를 정하여 조상의 제사를 대신 받들게 하다가 손자가 생기면 이하전의 후사로 삼아서 종부(宗府)와 예조(禮曹)로 하여금 잘 알고 거행하게 하라.”하였다.
1872년(고종 9) 7월 25일 덕흥대원군의 사손으로 이하전을 정하고, 전교하길 "이하전(李夏銓)의 일은 죄명과 누명을 벗었으니 이제는 문제되는 바가 없다. 완성군(完城君)의 차양자(次養子)가 덕흥대원군(德興大院君)의 섭사손(攝祀孫)이 된 것은 그때로서는 부득이한 일이었다. 사손을 대신한 이재익(李載益)은 본가에 돌려보내고 이하전의 후사(後嗣)를 세울 것을 종친부(宗親府)로 하여금 속히 거행하게 하라.”하였다.

## 가족관계
- 아버지(양부) : 완성군 이희(完城君 李爔, 1771년 - 1830년)
- 어머니(양모) : 남양군부인 홍씨(南陽郡夫人 洪氏, 1772년 - 1808년), 목사(牧使) 남양인(南陽人) 홍선양(洪善養)의 딸.
- 어머니(양계모) : 전주군부인 유씨(全州郡夫人 柳氏, 1793년 - 1818년), 전주인(全州人) 유전(柳塡)의 딸.
- 어머니(양계모) : 임천군부인 조씨(林川郡夫人 趙氏, 1798년 - 1850년), 임천인(林川人) 조건호(趙建鎬)의 딸.
- 후실(父)
  - 이복동생 : 이시문(李時文, ?년 - ?년)
  - 이복동생 : 이시백(李時伯, ?년 - ?년)
  - 이복여동생 : 이씨, 여흥인(驪興人) 민준호(閔峻鎬)에게 출가, 탁지부대신 민영기(閔泳綺, 1858년 - 1927년)의 아버지.
- 아버지(생부) : 이옥(李𪸛, 1773년 - 1820년)
- 어머니(생모) : 경주 김씨(慶州 金氏, 1770년 - 1832년), 진사(進士) 경주인(慶州人) 김낙원(金樂元)의 딸.
  - 형 : 이시학(李時學, 1794년 - 1852년)
  - 여동생 : 여흥인(驪興人) 민치구(閔致久, 1795년 - 1874년)에게 출가. → 딸이 고종의 사친 여흥대원비 민씨이고, 흥선대원왕의 부인.
- 1정부인 : 남원군부인 윤씨(南原郡夫人 尹氏, 1803년 5월 22일 - 1835년 4월 15일), 부사(府使) 남원인(南原人) 윤이현(尹彜鉉)의 딸.
- 2정부인 : 경주군부인 김씨(慶州郡夫人 金氏, 1816년 7월 19일 - 1863년 3월 9일), 경주인(慶州人) 김성곡(金星轂)의 딸.
  - 2남 : 증 경원군 이하전(李夏銓, 1842년 - 1862년), 헌종조와 철종조에 왕위에 물망 오름.
- 후실
  - 장남 : 이우용(李禹鎔, 1827년 - ?년)
- 조카 : 이사규(李士圭)[2]

## 같이 보기
- 이하전
- 덕흥대원군